# Jean-Pierre Bastiani
Pour les articles homonymes, voir Bastiani.
Jean-Pierre Bastiani, né le 6 juin 1950 à Toulouse et mort le 27 août 2021 à Muret, est un homme politique français.

## Biographie
Il est conseiller général du Canton d'Auterive de 1994 à 2008.
Il est maire d'Auterive de 1989 à 2008 et de 2014 à 2017.

### Mandat parlementaire
Au premier tour des élections législatives de 1993, il arrive en tête (37,48 %) face au Ministre de l'Éducation Lionel Jospin, il confirme ce succès en le battant au second tour avec 52,16 % faisant ainsi basculer la circonscription à droite. Il ne se représente pas en 1997.
À nouveau candidat en 2002, face à Patrick Lemasle, il obtient 31,62 % des suffrages au premier tour et 43,81 % au second.
En 2014, il est élu dans le cadre d'une triangulaire avec 39,12 % contre 34,16 % au DVG René Azéma et 26,71 % au DVD Gérard Soula. Il retrouve son fauteuil de maire.
En 2007, il obtient 34,34 % au premier tour et 42,74 % au second.
- 28 mars 1993 - 21 avril 1997 : Député de la 7e circonscription de la Haute-Garonne